# ラグナロクオンライン 今日はなにする?
『ラグナロクオンライン 今日はなにする?』（‐きょうはなにする?）は川本祐太郎（かわもと ゆうたろう）による漫画作品。双葉社発行のオンラインゲーム攻略情報誌『オンラインゲーム すごい攻略やってます。』及び同社のアンソロジーコミック『ラグナロクオンライン4コマKINGDOM』に連載された、MMORPG『ラグナロクオンライン』（以下、ROと略す）を主題とする4コマギャグ漫画である。本項では主に、単行本化された後者を中心に記述する。

## 概要
最初は3人で始まった物語が様々な出会いを経て次第に仲間を増やして行き、それぞれのメンバーが愛情や友情、時には葛藤を交えながらROにおける時間を過ごす姿を、どこかトボけた明るいタッチで描く4コマギャグ漫画。2004年6月9日創刊の『オンラインゲーム すごい攻略やってます。』第1号より、ラグナロクオンライン攻略記事内に描かれる4コマ漫画として、リーキ、セージュ、モモカの3キャラクターでスタートした。その後、『ラグナロクオンライン4コマKINGDOM』創刊号より展開されていた『ROへっぽこプレイ日記』に代わる作品として第10号より連載を開始、最終号（第30号）に至るまで継続され、しばしば巻末に収録される代表的漫画の一つであった。前者はその時々で扱われる新規アップデート内容などをネタにした単発型の4コマ漫画で、後者はリーキら仲間たちの日々を描くストーリータイプの4コマ漫画であり、両者にはストーリー上の直接的な繋がりは無いが、後者出身のバンクスが前者にも登場するなどの関連性はある。単行本化に際しては後者（『4コマKINGDOM』収録分のうち、第24号分まで）のみが収録され、本項でもそちらを中心に記述する。なお、『ラグナロクオンライン4コマKINGDOM』が2007年12月発売の第30号をもって完結した後も『オンラインゲーム すごい攻略やってます。』における連載は継続したが、2009年4月10日発売のFINAL（通巻28号）をもって本誌休刊に伴い完結した。
この作品の大きな特徴は、主人公らしきキャラクターが明確に設定されていない、もしくは主人公と呼べるキャラクターが複数認められる点にある。一行のリーダーはリーキだが、他のキャラクターの存在感も大きく描かれており、読者によって中心的に受け止められるキャラクターが異なる作品であることが、著者Webサイトにおける反応からもうかがえる。このためか単行本化に際して、他の作品の様な「キャラクター紹介」ページが作られていない。この作品では主要人物全てに固有のキャラクター名が付けられており、他のROアンソロジー作品の多くが職業名などの通称を用いている中では、これもまた特徴の一つと言える。
単行本タイトル『今日はなにする?』は、他の作品に見られるような「連載中のサブタイトルの1つを取り上げたもの」でも「連載時に継続して記載されていた作品タイトル」でもなく、単行本化に際して決定されたものらしい。このタイトルの意味については、描きおろされたプロローグで語られている。なお、単行本化に際しては同時発売された『プリさんの秘密日記』の作者であるおこさまランチが帯書きを担当し、代わりに同作品の帯書きを本項著者の川本祐太郎が描いている。
『ラグナロクオンライン4コマKINGDOM』最終号における本作には、しまんだきよの、もんちぃ、大槻タマミ、ノブヨシ侍、菊野郎、むきゅう☆、広輪凪、天堂まくら、成原とんみ、蒼馬みずき、猿候橋まお、有坂禎乃、胡桃沢太郎（登場順）といった新旧執筆陣のキャラクターが登場し、巻末を飾った。ラストシーンでは仲間たちに囲まれたリーキが「プレイヤー」に向けて名前を問いかけ、仲間に迎えるところで締められた。

## 登場人物・ROへっぽこ日記
本編に先駆けて『ラグナロクオンライン4コマKINGDOM』創刊号より3回連載された、ROプレイ体験記風の漫画。第1話はストーリー漫画、第2・3話はストーリー型の4コマ漫画となっている。ナイトの寅（とら）、アコライトのさくらと、3番目のウィザード（さくら）が主人公（プレイヤーは同じ）で、ROプレイヤーがプレイの初期において遭遇しがちなネタをふんだんに盛り込んでいる。単行本化に際し、同時収録されている。
作者の友人・知人が多く登場し、彼女のキャラクターを主人公にお笑い全開な物語を展開する。「今日はなにする？」の総集編に収録されている彼女達の物語は、Vol1､2、5のみ。そのため、ハオが登場するVol3と4は収録されていないので彼は登場しない。
寅（とら）
姓は車、名は寅●郎。自称はフーテンの寅。作者の1stキャラクターであり、さくらの姉として登場する。最初はノービスとして登場し、ソードマンからナイトへと転職する。
作者の趣味や性格が強く反映されており、活動的な性格で大のおっさん好き。つけヒゲを好んでいつもつけているため仲間には女としてすら見られておらずショックを受ける。最終話ではジスティを巻き込んで世界中のオッサンNPCの巡礼を行った。
1stキャラクターらしくステータスをめちゃくちゃに振ってしまったため、寅の元となったキャラクターはもう存在していない。現在、新たに作り直し中とのこと。
さくら
マーチャントになって将来は車●をオープンさせようと考えていたが、友人であるくり しゅなに「女キャラといえばアコだろ！ハァハァさせろ！」という理由で強引にアコライトにされてしまう。そのまましゅなからの協力を受け、アコライトとしての道を歩む。
寅の妹だが、作者の性格などはそこまで反映されていない（それでも親父好き）。代わりに実体験からの失敗ネタが多く盛り込まれており、ドジっ娘キャラとして登場している。
後に、しゅなと共にギルド「チューハイ」を創設し、マスターとなる。名前の由来は、たまたましゅなが飲んでいたお酒がチューハイだったから。
それからは、しゅなの勧誘でメンバーを次々と増やしていき、それにあわせてさくら自身も成長してプリーストに転職した。が、アコライトのスキルも使いこなせていなかった現状では、さらに複雑なプリーストのスキル構成に頭を痛めている。
かわいい男の子には目がなく、ハオに「ハオハオ」という愛称をつけている。衝動買いでブリーフを倉庫いっぱいに買ってしまい、あまったのをしゅなにプレゼントしている。アコライトの時は小柄な少女として描かれていたが、プリーストになってからは大人の雰囲気を漂わせる女性として描かれる。
くり しゅな
いつもノリノリな男性アサシンで、さくらの友人であり先輩としてよく登場する。商人転職を目指すさくらを、アコライトに引き込んだ張本人。
性格は軟派で軽く、さくらによく「結婚しよう」「ご褒美にチューしてやる」と言っている。その行為がたたって、さくらからは変態だと思われている。そのためブリーフを頭装備としてプレゼントされた。
他のROアンソロジーにも主役として何度も登場しており、作者の初期作品には高い頻度で登場していた。性格は一貫して女好きで軽いノリ。4コマ以外の作品ではそれに加えて「かなりの実力者」「惚れた女にはどこまでも一途」という面も見せていた。名称は「しゅな」もしくは「シュナ」で扱われている。
ジスティ
さくらがマスターを勤めるギルド・チューハイのギルドメンバー。そのため、さくらがギルドを創設した際から登場するようになる。さくらからは「ジス君」と呼ばれている。
マジシャンの青年で負けん気が強く、さくらとの絡みでは張り合ったりすることが多い。ハオ登場の話では、どちらが彼の側に立つか張り合ったりしている。
最終話ではウィザードに転職しており、寅のオッサンNPC巡礼に付き合わされるという不幸な目に遭ってしまう。
作者のリアル性別や年齢を知っており、「おばさん」扱いしたりするため、さくらや寅に怒られたりしている。
ハオ
可憐な少女を思わせる容姿の少年シーフ。ポニーテールの髪型で、一人称は「ぼく」。初登場はVol.3。モンスターに襲われている時、さくらとジスティに助けを求めたことで知り合う。その後も一回だけ登場した。
大人しく控えめな性格で、容姿も美少女じみているためさくら、ジスティのふたりから好かれてしまう。
誰からも好かれる少年のため、毎日大勢の友達と遊ぶ約束で埋まっている。
カテリン
さくらが臨時公平パーティーに参加した際、趣味が一致したことで知り合ったアーチャーの女性。すぐにハンターとなって登場し、さくらと二人で遊んでいた。
さくらや寅と同じく、彼女もオヤジ好き。ただし、作者とは年の差があり、彼女には通じないネタもあった。

## 登場人物・今日はなにする？
元々は『すご攻』に登場していたキャラクターたち。リーキやセージュ、モモカなどは、登場初期は名前の設定がなく、「騎士」「ウィズ」「プリちゃん」など職業で呼ばれていた。中盤以降から名前が設定され、いずれも植物関係が由来となっている。コミック版では職業名で呼ばれていた台詞がきちんとした名前に修正されている。なお、コミックス版では最終回まで収録されていない。
リーキ
当初からセージュ、モモカと行動を共にしていたナイト。初期のキャラクターで主人公的な立ち位置。作者曰く性格は「マヌケ」「自分勝手」。
前方に大きく突き出した前髪が特徴（ROの公式絵でのマジシャンと同じ髪型）。普段はトボけた顔をして悪戯好き、その一方で仲間が頑張っていたり困っていると気づかれぬように力を貸したりする一面もある。常に飄々としており、とぼけた態度を取っているがあらゆる面において相当な実力を持っている模様。
大手Gvギルドが所有する砦に単身乗り込み、恐怖を与えた存在として「鬼神」と呼ばれており、かなりの有名人らしい。この話は『すご攻』に掲載されている（あまりのギャップに仲間たちからは人違いではないかと言われている）。そのこともありシエハからは尊敬されている。
セージュとモモカの婚約が決まった時、リーキは妬みから破談させてしまう（モモカにセージュの汚点について話した模様）。だが、実際にはそれによってセージュとモモカの結束が強まり、改めて婚約を誓い合っている（そのときは、リーキも「お前がラブラブハッピーになるのは気に食わないが」と毒づきながら、邪魔をしようとはしなかった）。なお、セージュからしっかりと復讐されており、二度に渡って高所から突き落とされた（紐なしバンジージャンプ）。
この時は明確な悪意があったが、後に天然キャラが設定され、後述にもあるように「悪気はないが二人の仲を裂くようなことを言ってしまった」という風になった。
自分勝手で悪戯好きだが、バンクスとは違い自分を偽ったりせず仲間たちに接しているため顔が広く人望もある。照れ屋なところがあり、面と向かって言えないので強敵との戦いの最中に仲間たちに感謝の言葉を述べて紅潮していた。
ACT.4にて転生しロードナイトとなった。いつもマイペースだが妻であるローズには弱く、また養子であるポロにも甘い父親ぶりを見せる。お金も装備も仲間も揃っているが、セージュやモモカのような恋仲関係は自身にはなかった。だから、ローズやポロとの関係が壊れるのを恐れている節があった（ペコペコとの間に「子供ができた！」と自分の冗談でローズとポロから「浮気した」と誤解され、離れられた時は心底ふさぎこんでしまっていた）。
仲間たちがピンチに陥ると、的確な指示を出してリーダーシップを発揮する。とぼけた態度で悪戯好きだが、誰よりも「仲間」を大切にするリーダーである。普段のマヌケ振りで見落としがちだが、ルル曰く近くで見ると「意外とカッコイイ」とのこと。
天然なところもあり、セージュがプロポーズのため密かに狩りに出ていたのをモモカに誤魔化す際に「他に彼女ができたのかもしれない」と言い、モモカの不安を煽ってしまったのでローズに怒られている。その際にリーキは「友達のためにウソをつく俺って優しい」と考えていた。また普通は気を使って言い難いこともスパっと言ってしまう（ポロやトーコに対して服装が似合わないと述べている）。
バンクスとの決定的な違いとしてリーキの根底には「仲間思い」「皆が大好き」という思いがあり、「付き合ってくれるなら誰でもいい」という思いが透けて見えるバンクスとは大きく異なっている。そのことから人望もあり仲間たちの中心として立つことが多いが本人にその自覚はない模様。
コミックス版の書下ろしでは、凶悪なモンスターハイドラランサー（当時の基準ではかなりの強敵）との戦闘中に「みんなと一緒なら戦える、頑張れるよな」「気軽に接することができるのは大好きなみんながいつもいてくれるから」「アリガトーと言ってみたり……」と照れながらも感謝を述べていた。巻末の書下ろしでは、バンクスが過去の失恋から他人と一定以上の関係になることに恐怖しているというトラウマを抱えているのを見抜き、その解消をさせるためのアドバイスをしている。結果、バンクスは自分の恋を成就させ、常に隣を歩いてくれるパートナーに出会えた（顔は描写されていないが、服装からハイプリーストだとわかる。またリーキのことも知っている模様）。
セージュ
当初からリーキ、モモカと行動を共にしていた、青い髪色で関西弁の氷雷型ウィザード。そのためソロでの狩りが苦手。また当初はレベルが80台と90代後半のリーキとは大きく差があったが、後に90台に上り詰める（その時点で既にリーキはロードナイトで90代となっている）。作中におけるツッコミ役で、声を荒らげることもあれば胸中でのツッコミにとどめることがある。基本的には常識人。真面目な性格でリーキやバンクスに対するツッコミに回ることが多いが、ごく稀に自らボケをやっている。ACT.1冒頭でいきなりモモカと婚約を宣言、リーキを驚かせたが嫉妬から邪魔をされてしまい、破談となってしまう。その後、より強くモモカとの結束を深めるが、結婚資金が無かったので挙式は結局ACT.5まで遅れることとなった。ACT.3でも彼女にクリスマスプレゼントを買うために資金集めをしていることから、普段あまり貯金を持っていないらしい。リーキからも「ビンボー」と言われており、バンクスより資産は少ない模様。
モモカに一途なため、彼女が他の男たちに言い寄られていると聞いた時には番犬のごとく周囲の男たちを睨んだり、下心丸出しで近づくボンゴンに怒ったりしている。終盤にてモモカの知り合いを養子に迎え、「親父」となる。
名前の由来は青樹から。
モモカ
当初からリーキ、セージュと行動を共にしていた、おっとりしたプリースト。トーコの妹で、トーリの姉。姉妹共通の桃色をしたショートヘアにリボンのヘアバンドを着けている。ACT.1にてセージュと婚約、その後、ACT.5にて挙式した。姉妹に似ず控えめな性格であまり目立たないが、天然ボケ。チャットが遅く、早口でまくし立てられると混乱してしまう。可愛い女性なので、多数のプレイヤーから交際を申し込まれたことがあるらしい。
ローズ
ACT.1にて登場したアルケミストの女性。セージュとモモカが婚約したことで恋人を欲しがっていたリーキの前に突然現れ、冗談で彼の恋人になることを申し出、即結婚して彼の妻となった。
長い黒髪と妖精の耳が特徴。リーキと出逢う以前にバンクスを含む10名から求婚をされたほどの女性だが、全て断っている。当初は冗談からの結婚となってしまったが、リーキと付き合ううちに彼の優しさに気づき、本当に愛してしまった（リーキの浮気騒動の際、独白で話している）。またバンクスに恋のアドバイスとして「ギャップがあるとモテる」と話している（リーキのことを指している）。
しばしば他の人物をおちょくるリーキのなだめ役に回ることが多い。家族に対する思い入れは極端に強く、リーキが浮気を装った冗談を言った際にはそれを信じ込んで大騒動になったり、女性がポロに近づくとそれを牽制してみたりする。夫よりもポロの相手ばかりしていたため、リーキにふさぎこまれてしまったことがあるほど。
最終話直前にて、「リーキが引退する」という誤解をした彼女は、彼に自分の転生姿を見せるため必死で活動。クリエイターとなってリーキの前に現れた。
バンクス
ACT.2にて、以前から憧れていたローズを追ってきた少年ローグ。釣り目でチビで大の女好き。
彼女がリーキと結婚したことに憤慨し、彼に勝負を挑むが悉く敗退、その折に彼らと過ごした時間を楽しく感じ、以後仲間に加わった。登場当初は思索に耽るとその内容を地面に書いてしまうというクセがあったが、以降の作品では特に描写されていない。目つきが悪く物言いはややひねくれており、いわゆる“空気が読めない”面もあり、なおかつリーキ同様に悪戯好きだが、明るく正直で素直な一面もある。ローズを諦めて以降も恋人を欲しがっており、仲間の女性を中心に声をかけまくっているがいずれからもふられ、失恋記録を現在も更新中。実は以前、他のワールドサーバに居たが友人の恋人に横恋慕、その板ばさみに苦しみ現在のワールドサーバへやってきた、という過去があり、そのため友人の恋人と同職の女性マーチャントにだけは声をかけることが無い。また、一時はトーコとトーリの2人から想いを寄せられていたが、本人はそれに全く気づかず、念願の恋人獲得の機会を逃してしまった。彼は「不幸キャラ」として読者から多大な人気を獲得しており、著者Webサイトにおける人気投票では他のキャラクターを抑えて第1位になったこともある。
コミックス版の書下ろしでは、トーコやトーリから知らないうちにフラれたことをリーキに相談し、どうすれば彼のように人望や顔の広さを獲得できるのか教えてほしいと懇願する。そこでリーキは冗談を言わず、「人に好かれるためには自分が誰かを好きにならなければならない」「誰でもいいやが見え見えのアプローチでは誰も相手にしてくれない」「過去の体験から特定の人に対して素直に好意を示すのに臆病になっている」ことを告げられる。リーキの励ましを受けてその後も仲間たちに素直に接するようになり、最後には運命の人と出会えたことが明かされた。
「オンラインゲームすごい攻略やってます。」では、転生してチェイサーになっており、コミックス収録の描き下ろしでも同様。
DNAメディアコミック版でも登場しており、こちらでは中の人（プレイヤー）が存在しない「その世界の住民」となっている。周囲の人間に嘲笑される人生を過ごしたことで心を閉ざし、シーフの能力を活かしてスリなどを働き、その日の糊口をしのいでいた。しかしプリーストの青年・ショウに絆され「周囲の人たちを悪者扱いしていたのは自分だった」と受け入れて改心。その後は女好きの本性を発露し始めるが、転生アコライトの少女に散々利用された挙句用済みとなって捨てられた。このことから女性の怖さを思い知ったようだが全然懲りていなかった。最終話では転生してチェイサーになり、GvGギルドのマスターとなった。しかし、暗殺者がメンバーとして入り込んでおり、不意を突かれて重傷を負ってしまう。生死の境を彷徨う中、幼少期の自分自身と接触。他人なんか信用しない方がいいとしてどこかへ連れて行かれそうになるが、今の自分を捨てたくないと叫び現実世界へと帰還する。目を覚ましたバンクスの周囲には、多数の「仲間たち」が待っており、ここにある幸せを実感する。
DNAメディアコミック版に登場する「ショウ」と「ニキ」は4コマ版には絡んでこないが、コミックス版に収録されたオマケ漫画では一コマだけ登場している。4コマのバンクスは「ショウと相愛になったマーチャントの女の子」に惚れていたという設定であり、二人の姿を見ているのがつらくなって今のワールドに移住してきた。このため女性マーチャントだけは口説くことはなく避け、ショウたちとは袂を分かっていた。しかしリーキたちとの出会いを得て考え直し、コミックス版では新キャラクターを作って会いに行っている。その際にショウとニキがリーキの友人だと判明する（しかもリーキはすべてのワールドにキャラクターを作っていた）。
名前の由来はバンクシア（バンクス）から。花言葉は「心地よい孤独」。
トーコ
ACT.5にて、ようやく挙式を迎えたセージュとモモカの結婚式に乱入したモンク。実はモモカの姉で、妹がたぶらかされたと思い込み、休止を返上して新婚生活を妨害しようとバンクスと共にジャワイまで追いかけたが、妹の幸せそうな様子を見て諦めた。その後、セージュらとも打ち解けて「仲間」となった。当初は男勝りで粗雑な女性として描かれていたが、それは溺愛する妹がどこぞの馬の骨に撮られそうだったからである（特にモモカは天然ボケのため、放っておけなかった模様）。セージュと仲直りした後は冷静さを取り戻し、メンバーの姉御的な存在となった。
その後もバンクスと行動を共にする機会が多く、一時は思いを寄せたこともあったが、折しもトーリと行動を共にする彼を見て、自分よりそっちのほうがお似合いだと考えて身を引いた。後にポロと一言では語れない仲となるが、彼のリアル性別が女性だったためわずかに落胆する（異性より同性に好かれる機会が多いため）。バンクスのことは「友達」と述べておりもう恋愛感情はなくなった模様。
姉御肌な性格なためか、同性からよく慕われる。背もリーキの次に高く、細身ながらも異性を凌ぐパワーを持っている。
ACT.14で転生してアコライトハイになった。リーキからは「格好が似合わない」とからかわれ、叩きのめした。巻末の書下ろしではリーキと共に、凶悪なドラゴンモンスター、ハイドラランサーと戦い抜いた。なお、MVPモンスターを倒したことがなかったものの、三女トーリの登場の話でストームナイトを倒し、MVPを獲得している（当時の基準ではソロで倒すのが非常に厳しい相手）。
リアルではOLで忙しいらしく、滅多にROに繋がないらしいがモモカとセージュの挙式をきっかけに本格的に復帰した。
ポロ
ACT.6にて、RO世界に生れ落ちて間も無く、何も知らないままリーキからの要請を承諾して彼らの養子となったノービスで、アーチャーを経てACT.8でハンターに転職した。ROの情報知識には疎いが、とても素直で純粋な性格で周囲の誰からも可愛がられ、特に女性プレイヤーに好かれるのでローズをヤキモキさせている。本人はギャグキャラクターとしての側面を持っていないが、彼の連れているファルコンはおよそ鷹らしからぬ丸い体型をしており、また彼がガンスリンガーやノービスなどハンター以外のキャラクターになった時にも随伴している。キャラクターは男の子だが、単行本未収録の『RO4コマKINGDOM』Vol.25にて、実はプレイヤーが16歳の女子高生だと判明した。
ルル
ポロが初めて臨時パーティーに参加した際に、彼と友人になったマジシャンの少女。二度目に登場したときはソウルリンカーになっており、コミックス版には収録されていないがリーキの引退騒動の話ではウィザードに転職している。
年相応に恋に夢見がちな少女で、ポロの可愛さに恋愛感情を引き立てられたり、リーキの美形に気づいてあっさり一目惚れし、「恋人（ポロ）の父親と危険なカンケイ」を妄想する。そんな状況に酔っている。特にポロにはべったりしているため、ローズから反感を買ってしまっている。しかし、ポロが敵に襲われたとき身を挺して守ったことからローズの態度も軟化していった。が、直後に調子に乗って「ローズさん公認で、リーキさんの愛人でポロくんの恋人ということですか？」と言った為、また怒鳴られてしまう。
いわゆる準レギュラーであり、登場は少なくリーキたちと行動を共にすることはほとんどない。
トーリ
ACT.13にて、突然バンクスに声をかけてきたアコライト。髪型はショートヘアに小さなサイドテールと、リーキと同様にゲーム内には存在しない。
実はトーコとモモカの妹で、会話の際に語尾に「～デス」が口癖。姉のトーコに張り合って、当初は彼女より先にMVPボスを倒すことを夢見ている（トーコはそんな妹を大切にしているため、勝手にトーリが張り合っているに過ぎない状態。モモカもトーリはトーコが大好きと発言している）。
トーコの気の強さと、モモカの天然ぶりを継承しており、バンクスをモモカの結婚相手だと勘違いして金的キックしたり、リーキに勧められた「MEプリ」が何なのかわからず目指していた。
リーキの勧めでMEプリーストを目指してバンクスの協力でレベルを上げ、ACT.14では転職していた。一時はバンクスに好意を持っていた様だが彼の不幸ぶりに幻滅したらしく、好意もすっかり冷めてしまい「普通」になってしまった。MEは取得しているが、ステータス的には殴り。
シエハ
『RO4コマKINGDOM』Vol.27にて、セージュとモモカの養子となったスーパーノービス。元々、攻城戦のポタバイトでモモカと知り合い、その後、フィールドに落ちているところを彼女に拾われて養子になった（ただし今回は罰ゲームの一種であり、養子になるのを承諾したのはモモカと知り合いだったのと、その夫であるセージュに興味があったから）。キャラクターは女の子だが自らネカマだと名乗り、言動も男勝りでやんちゃな様子を見せる。出会う早々ポロに凄んで泣かせたが、巻末のイラストでは二人で遊ぶ姿が描かれており特に仲が悪いわけではないことが示唆されている。
養父となったセージュには特に反発を見せるが、悪意や敵意はなく素直になることができない性分だと明かされる。モモカのことが大切なのは、自分だけではなくセージュも同じだと認識し、彼を親父と認める。登場したのは最終回間近のため出番はあまりない。その後はセージュとモモカの相愛ぶりを見せつけられて恥ずかしそうにしていた。
プロンテラ太郎
リーキ一行の仲間ではなく、著者のプレイキャラクターである戦闘型男性ブラックスミス。海賊の頭巾を着けている。単行本では専ら著者代理として登場し、収録された分の本編（ACT.14まで）には登場していないが、『RO4コマKINGDOM』Vol.25には彼を中心とするエピソードが掲載されている。
ボンゴン
「ACT9 ムナックを追え！」のみに登場。紫の服を着た少年でモデルは中国で言うところの死者であるキョンシー。ムナックが好きだが、女にだらしなくモモカに寄り添ったり、他のムナックたちにデレデレしている（リーキからは男なんてこんなもんだとコメントされた）。しかし恋する男は強いのも事実で、自分より強いモンスターを蹴っ飛ばして突き進むという力強さも見せている。
ムナックがバンクスに誘拐されたのでリーキに自分を連れ出してほしいと頼み、彼女を追ってきたがムナックは逃げ出した後だった。ムナックを連れ戻すべくアユタヤという町のダンジョンまでやってきて、様々なトラブルに巻き込まれる。なんとかムナックを連れ戻した後は、リーキたちにお礼を述べて去っていった。ムナックはヒェグンが好きらしく、その事実を知って落胆するも実は相思相愛であることが最後に発覚する。
ムナック
「ACT9 ムナックを追え！」のみに登場。赤の服を着た少女。語尾に「アル」をつける。フェイヨンの洞窟でバンクスにキューペットにされ、連れ去られてしまう。しかしバンクスが敵にやられまくったので愛想をつかしてさっさと逃げてしまい、ヒェグンに保護されて泣き疲れて眠ってしまった。ヒェグンに憧れており「ヒェグン様」と呼んでいる。
実はキューペットにされる際に使われたアイテムが「ボンゴンへのラブレター」だったので簡単に捕まってしまい、相思相愛であることが発覚した。
ヒェグン
「ACT9 ムナックを追え！」のみに登場。黒の服を着た青年。見た目はクールだがムナック人形が大好きで肌身離さず持ち歩いており、ボンゴンからは危ない人扱いされている。しかしムナック人形が好きなだけでムナック自身に興味はなく、泣き疲れた彼女を保護したり、ボンゴンをからかったりと愉快な性格をしている。オチでは「新作のお手製ムナックパペット（腹話術で「お兄ちゃん大好き」と喋る）」のを披露し、リーキたちに呆れられて放置された。

## 書籍情報
- オンラインゲーム すごい攻略やってます。Vol.1 - FINAL（通算28号）
- ラグナロクオンライン4コマKINGDOMVol.10 - 12、14 - 27、29・30
  - ただし、単行本収録分はVo.l0～24。また、口絵イラスト（Vol.28など）は上記に含まない。

### 単行本
1. （2007年8月28日第1刷発行、2007年7月28日発売） ISBN 9784575941142